# Cristian Terheș
Cristian-Vasile (Chris) Terheș (ur. 4 grudnia 1978 w Zalău) – rumuński duchowny greckokatolicki, komentator i polityk, poseł do Parlamentu Europejskiego IX i X kadencji.

## Życiorys
Studiował teologię na Uniwersytecie Babeș-Bolyai w Klużu-Napoce. Wyjechał do Stanów Zjednoczonych, gdzie kształcił się w zakresie dziennikarstwa w Fullerton College i komunikacji w Santiago Canyon College. Osiedlił się w Irvine w Kalifornii. Został duchownym greckokatolickiego Kościoła Rumuńskiego Zjednoczonego z Rzymem, podporządkowanym eparchii Oradea Mare, pracując w hrabstwie Orange. Zawodowo związany również z sektorem prywatnym jako analityk biznesowy.
Założyciel i przewodniczący Romanian Community Coalition, którą przedstawiał jako największą rumuńską organizację w Stanach Zjednoczonych. Według ustaleń mediów organizacja została zarejestrowana w domu duchownego i nie posiadała żadnych członków. Cristian Terheș oświadczył później, że koalicja opierała się na około 3 tysiącach członków wspierających.
Zaangażował się także w działalność polityczną, początkowo działał przeciwko Partii Socjaldemokratycznej, oskarżając jej działaczy o korupcję. Zyskał rozpoznawalność, gdy w 2012 w trakcie kampanii przed referendum dotyczącym odwołania Traiana Băsescu lobbował w Kongresie Stanów Zjednoczonych na rzecz zwalczanego przez socjaldemokratów prezydenta. W 2014 działał na rzecz uniemożliwienia wyboru Victora Ponty w wyborach prezydenckich.
Po 2016 stał się regularnym komentatorem stacji Antena 3 i România TV. Stał się wówczas zwolennikiem rządzącej Partii Socjaldemokratycznej, a w swoich publicznych wypowiedziach opowiadał się m.in. za zawieszeniem prezydenta Klausa Iohannisa. W 2019 otrzymał mandatowe czwarte miejsce na liście socjaldemokratów w wyborach europejskich, po jego przyjęciu został zawieszony w wykonywaniu obowiązków kapłańskich. W wyniku głosowania z maja 2019 uzyskał mandat posła do Parlamentu Europejskiego IX kadencji.
W maju 2020 ogłosił przejście z Partii Socjaldemokratycznej do Narodowo-Chłopskiej Partii Chrześcijańsko-Demokratycznej, a także dołączenie do grupy Europejskich Konserwatystów i Reformatorów. W grudniu 2023 został przewodniczącym ugrupowania Partidul Național Conservator Român. Nawiązał też współpracę z Sojuszem na rzecz Jedności Rumunów. Z jego ramienia w 2024 z powodzeniem ubiegał się o reelekcję w kolejnych wyborach europejskich.
W 2024 wystartował w wyborach prezydenckich; w pierwszej turze otrzymał 1,0% głosów, zajmując 9. miejsce spośród 14 zarejestrowanych pretendentów. Kandydował na urząd prezydenta również w wyborach w 2025 (rozpisanych na skutek unieważnienia poprzednich wyborów przed drugą turą), otrzymując w pierwszej turze głosowania 0,4% głosów.